# Nancy Holder
Pour les articles homonymes, voir Holder.
Œuvres principales
- L'Appel des profondeurs

Nancy Holder, née le 29 août 1953 à Los Altos en Californie, est une écrivaine américaine d’horreur.

## Biographie
Elle obtient le prix Bram-Stoker à quatre reprises puis est distinguée par le prix Bram-Stoker grand maître 2021.

## Œuvres

### UniversBuffy contre les vampires

#### SérieLa Porte interdite
1. Loin de Sunnydale, Fleuve noir, coll. « Buffy contre les vampires », 2000 ((en) Out of the Madhouse, 1999), trad. Grégoire Dannereau, 312 p.  (ISBN 2-265-06993-0)Écrit avec Christopher Golden.
2. Le royaume du mal, Fleuve noir, coll. « Buffy contre les vampires », 2000 ((en) Ghost Roads, 1999), trad. Grégoire Dannereau, 341 p.  (ISBN 2-265-07024-6)Écrit avec Christopher Golden.
3. Les Fils de l'entropie, Fleuve noir, coll. « Buffy contre les vampires », 2000 ((en) Sons of Entropy, 1999), trad. Cédric Perdereau, 282 p.  (ISBN 2-265-07025-4)Écrit avec Christopher Golden.

#### Romans indépendants
1. La Pluie d’Halloween, Fleuve noir, coll. « Buffy contre les vampires », 1999 ((en) Halloween Rain, 1997), trad. Isabelle Troin, 196 p. (ISBN 2-265-06791-1)Écrit avec Christopher Golden.
2. La Piste des guerriers, Fleuve noir, coll. « Buffy contre les vampires », 1999 ((en) Blooded, 1999), trad. Isabelle Troin, 249 p. (ISBN 2-265-06794-6)Écrit avec Christopher Golden.
3. Les Chroniques d’Angel - 1, Fleuve noir, coll. « Buffy contre les vampires », 1999 ((en) Angel Chronicles - I, 1998), trad. Isabelle Troin, 219 p. (ISBN 2-265-06795-4)
4. La Chasse sauvage, Fleuve noir, coll. « Buffy contre les vampires », 2000 ((en) Child of the Hunt, 1998), trad. Isabelle Troin, 348 p. (ISBN 2-265-06989-2)Écrit avec Christopher Golden.
5. Les Chroniques d’Angel - 3, Fleuve noir, coll. « Buffy contre les vampires », 2000 ((en) Angel Chronicles - III, 1999), trad. Isabelle Troin, 187 p. (ISBN 2-265-07062-9)
6. Immortelle, Fleuve noir, coll. « Buffy contre les vampires », 2000 ((en) Immortal, 1999), trad. Isabelle Troin, 347 p. (ISBN 2-265-07061-0)Écrit avec Christopher Golden.
7. Ce mal que font les hommes, Fleuve noir, coll. « Buffy contre les vampires », 2001 ((en) The Evil That Men Do, 2000), trad. Grégoire Dannereau, 219 p. (ISBN 2-265-07127-7)
8. Le Journal de Rupert Giles - 1, Fleuve noir, coll. « Buffy contre les vampires », 2002 ((en) The Journals of Rupert Giles - I, 2002), trad. Isabelle Troin, 217 p. (ISBN 2-265-07464-0)
9. L’Élue, vol. 1, Fleuve noir, coll. « Buffy contre les vampires », 2004 ((en) Chosen, 2003), trad. Isabelle Troin, 379 p. (ISBN 2-265-07880-8)
10. L’Élue, vol. 2, Fleuve noir, coll. « Buffy contre les vampires », 2004 ((en) Chosen, 2003), trad. Isabelle Troin, 316 p. (ISBN 2-265-07881-6)
11. Brouillard sanglant, Fleuve noir, coll. « Buffy contre les vampires », 2005 ((en) Blood and Fog, 2003), trad. Isabelle Troin, 246 p. (ISBN 2-265-07778-X)

- Buffy contre les vampires. Le Guide officiel, vol. 1, Fleuve noir, 1999 ((en) Buffy the Vampire Slayer. The Watcher's Guide, vol. 1), trad. Isabelle Troin, 308 p.  (ISBN 2-265-06877-2)Écrit avec Christopher Golden.
- Buffy contre les vampires. Le Guide officiel, vol. 2, Fleuve noir, 2001 ((en) Buffy the Vampire Slayer. The Watcher's Guide, vol. 2), trad. Isabelle Troin, 478 p.  (ISBN 2-265-07168-4)Écrit avec Maryelizabeth Hart et Jeff Mariotte.

### SérieAngel
1. La Cité des anges, Fleuve noir, coll. « Terreurs », 2000 ((en) City of, 1999), trad. Céline L’Official, 182 p.  (ISBN 2-265-07050-5)
2. Le Seigneur des bas-fonds, Fleuve noir, coll. « Terreurs », 2000 ((en) Not Forgotten, 1999), trad. Céline L’Official, 185 p.  (ISBN 2-265-07051-3)
3. Le Feu aux poudres, Fleuve noir, coll. « Terreurs », 2002 ((en) The Burning, 2001), trad. Anne-Virgine Tarall, 221 p. (ISBN 2-265-07293-1)Écrit avec Jeff Mariotte.
4. Sur tous les fronts !, Fleuve noir, coll. « Terreurs », 2002 ((en) Door to Alternity, 2001), trad. Anne-Virgine Tarall, 222 p. (ISBN 2-265-07294-X)Écrit avec Jeff Mariotte.
5. Le Retour des héros, Fleuve noir, coll. « Terreurs », 2002 ((en) Long Way Home, 2001), trad. John Tara, 224 p. (ISBN 2-265-07295-8)Écrit avec Jeff Mariotte.
6. Solstice d'enfer ! - 1, Fleuve noir, coll. « Terreurs », 2004 ((en) The Longest Night, 2002), trad. Jean-Claude Mallé, 186 p. (ISBN 2-265-07519-1)
7. Solstice d'enfer ! - 2, Fleuve noir, coll. « Terreurs », 2004 ((en) The Longest Night, 2002), trad. Jean-Claude Mallé, 186 p. (ISBN 2-265-07780-1)

### SérieSmallville
1. Mauvais Esprits, Fleuve noir, coll. « Smallville », 2003 ((en) Hauntings, 2003), trad. Florence Mantran, 282 p. (ISBN 2-265-07650-3)
2. Silence, Fleuve noir, coll. « Smallville », 2004 ((en) Silence, 2003), trad. Isabelle St Martin, 282 p. (ISBN 2-265-07768-2)

### SérieSabrina, l'apprentie sorcière
1. La Fête des sorcières, Pocket Jeunesse, coll. « Sabrina », 2001 ((en) Spying Eyes, 1998), trad. Sophie Dalle, 116 p. (ISBN 2-266-11218-X)Adapté par Shaïne Cassim

### SérieSalem, le chat de Sabrina
1. Libérez Salem !, Pocket Jeunesse, coll. « Salem », 2002 ((en) Feline Felon, 1999), trad. Dominique Roussel, 84 p. (ISBN 2-266-11718-1)Adapté par Emmanuelle Lavabre

### SérieLes Chroniques de Wolf Springs
1. Déchaînés, Milan, coll. « Macadam », 2012 ((en) Unleashed, 2011), trad. Marie Cambolieu, 380 p.  (ISBN 978-2-7459-5715-3)Écrit avec Debbie Viguié.
2. Possédés, Milan, coll. « Macadam », 2014 ((en) Hot Blooded, 2012), trad. Marie Cambolieu, 384 p.  (ISBN 978-2-7459-5716-0)Écrit avec Debbie Viguié.
3. (en) Savage, 2013Écrit avec Debbie Viguié.

### SérieGambler's Star
1. (en) The Six Families, 1998
2. (en) Legacies and Lies, 1999
3. (en) Invasions, 2000

### SérieWicked
1. (en) Witch, 2002Écrit avec Debbie Viguié.
2. (en) Curse, 2002Écrit avec Debbie Viguié.
3. (en) Legacy, 2003Écrit avec Debbie Viguié.
4. (en) Spellbound, 2003Écrit avec Debbie Viguié.
5. (en) Resurrection, 2009Écrit avec Debbie Viguié.

### SérieRSVP
- (en) Camp Confidential, 2005Sous le nom de Melissa J. Morgan.

### SériePossessions
1. (en) Possessions, 2009
2. (en) The Evil Within, 2010
3. (en) The Screaming Season, 2011

### SérieCrusade
1. (en) Crusade, 2010Écrit avec Debbie Viguié.
2. (en) Damned, 2011Écrit avec Debbie Viguié.
3. (en) Vanquished, 2012Écrit avec Debbie Viguié.

### Romans indépendants
- (en) Jessie's Song, 1983Sous le nom de Nancy L. Jones.
- À la conquête du bonheur, Presses de la Cité, coll. « Passion », 1984 ((en) Winner Take All, 1984), 158 p.  (ISBN 2-258-01471-9)
- Le Plus Beau Spectacle du monde, Presses de la Cité, coll. « Passion », 1984 ((en) The Greatest Show on Earth, 1984), 157 p.  (ISBN 2-258-01448-4)
- Les Murmures du Pacifique, Presses de la Cité, coll. « Passion », 1985 ((en) Finders Keepers, 1985), 155 p.  (ISBN 2-258-01683-5)
- Le destin n’attend pas, Presses de la Cité, coll. « Passion », 1986 ((en) His Fair Lady, 1985), 153 p.  (ISBN 2-258-01869-2)
- Au pays des étoiles, Presses de la Cité, coll. « Passion », 1986 ((en) Out of This World, 1985)  (ISBN 2-258-01797-1)
- Au temps de la valse, Presses de la Cité, coll. « Passion », 1987 ((en) Once in Love With Amy, 1986), 155 p.  (ISBN 2-258-01998-2)
- Les Yeux d’émeraude, Presses de la Cité, coll. « Passion », 1988 ((en) Emerald Fire, 1986), trad. Isabelle Reverdy, 157 p.  (ISBN 2-258-02155-3)
- (en) Rough Cut, 1990
- (en) The Ghosts of Tivoli, 1992
- (en) Cannibal Dwight's Special Purpose, 1992
- (en) Making Love, 1993Écrit avec Melanie Tem.
- L’Appel des profondeurs, J'ai lu, coll. « Ténèbres », 1998 ((en) Dead in the Water, 1994), trad. Isabelle Maillet, 508 p.  (ISBN 2-290-04864-X)
- (en) Witch-Light, 1996Écrit avec Melanie Tem.
- (en) Pearl Harbor, 1941, 2000
- (en) Spirited, 2004
- Les Petites Diablesses, Fleuve noir, 2007 ((en) Pretty Little Devils, 2006), trad. Nathalie Peronny, 288 p.  (ISBN 978-2-265-08422-3)
- (en) Daughter of the Flames, 2006
- (en) Daughter of the Blood, 2006
- (en) The Rose Bride, 2007